# Neoduma kurandana
Neoduma kurandana är en fjärilsart som beskrevs av Embrik Strand 1922. Neoduma kurandana ingår i släktet Neoduma och familjen björnspinnare. Inga underarter finns listade i Catalogue of Life.